# 1872 في اليابان
فيما يلي قوائم الأحداث التي وقعت خلال عام 1872 في اليابان.

## ظهور
- 1 يناير – ماينيتشي شيمبون
- 1 يناير – نامليت

## مواليد

### سبتمبر
- 13 سبتمبر – كيجيورو شيديهارا سياسي ياباني.

### أكتوبر
- 15 أكتوبر – كيدو أوكاموتو كاتب ومؤلف ياباني.

## وفيات

### يناير
- 13 يناير – كاواكامي غنساي (مواليد 1834) ساموراي ياباني.